# GSS Grodzisk Wielkopolski
GSS Grodzisk Wielkopolski – kobiecy klub piłkarski z Grodziska Wielkopolskiego.
Klub został założony w 2003 r. i dzięki zaangażowaniu wielu osób oraz pomocy finansowej sponsorów odnosił w kolejnych latach liczne sukcesy. Mecze rozgrywane były początkowo na terenie centrum sportowego w Ptaszkowie, a po awansie w sezonie 2010/2011 do II ligi klubowi udostępniono Stadion Dyskobolii w Grodzisku Wielkopolskim.

## Sezon po sezonie
| sezon   | liga                      | poziom | pozycja | mecze | punkty | bramki    |
| ------- | ------------------------- | ------ | ------- | ----- | ------ | --------- |
| 2006/07 | II liga Wielkopolska      | 3      | 4       | 16    | 8      | 16-68 -42 |
| 2008/09 | II liga Wielkopolska      | 3      | 4       | 16    | 29     | 55-20 +35 |
| 2010/11 | III liga Wielkopolska 1   | 4      | 2       | 11    | 22     | 39-12 +27 |
| 2011/12 | II liga Wielkopolska      | 3      | 4       | 14    | 26     | 49-22 +27 |
| 2012/13 | II liga Wielkopolska      | 3      | 7       | 16    | 13     | 30-73 -43 |
| 2013/14 | II liga Kujawsko-pomorska | 3      | 6       | 18    | 22     | 36-46 -10 |
| 2014/15 | II liga Wielkopolska      | 3      | 8       | 18    | 19     | 27-46 -19 |
| 2015/16 | II liga gr.II             | 3      | 6       | 22    | 33     | 47-53 -6  |
| 2016/17 | II liga gr.II             | 3      | 3       | 22    | 40     | 59-30 +29 |
| 2017/18 | II liga gr.II             | 3      | 4       | 22    | 45     | 61-27 +34 |
| 2018/19 | II liga gr.II             | 3      | 7       | 22    | 38     | 54-36 +18 |
| 2019/20 | II liga gr.II             | 3      | 3       | 10    | 21     | 35-13 +22 |
| 2020/21 | II liga gr. zachodnia     | 3      | 10      | 20    | 16     | 27-60 -33 |

## Obecny skład
Stan na dzień 22 sierpnia 2013
| Nr | Poz. | Piłkarz             |
| -- | ---- | ------------------- |
| 1  | BR   | Jagoda Sapor        |
| 16 | OB   | Irmina Żyła         |
| 5  | OB   | Karolina Kurek      |
| 8  | OB   | Oliwia Kopczyńska   |
| 6  | OB   | Zuzanna Stachowska  |
| 14 | OB   | Anna Hulalka        |
|    | OB   | Magdalena Bocian    |
| 13 | PO   | Agnieszka Mocydlarz |
| 9  | PO   | Marta Nowicka       |

| Nr | Poz. | Piłkarz                |
| -- | ---- | ---------------------- |
| 3  | PO   | Paulina Iks            |
| 18 | PO   | Anna Szulc             |
|    | PO   | Marika Korpik          |
| 20 | PO   | Aleksandra Guzik       |
| 2  | PO   | Katarzyna Zajączkowska |
| 7  | PO   | Agnieszka Golczak      |
| 11 | NA   | Paulina Pisarek        |
| 17 | NA   | Sylwia Marek           |

## Szkoleniowcy
- Tomasz Piątyszek (Młodziczki)
- Rafał Jakubiak (Seniorki)
- Maciej Grześkowiak (Juniorki Młodsze)